# 夜はクネクネ
『夜はクネクネ』（よるはクネクネ）は、1983年1月7日から1986年12月23日まで毎日放送（MBSテレビ）で放送された紀行バラエティ番組。
略称は「夜クネ」で、後に『鶴瓶の家族に乾杯』などでも取り入れられている「『街ブラ』の源流」とされるオールロケ番組。1983年日本民間放送連盟賞の審査で、開始直後（同年4月1日放送分）の内容が高く評価された末に、テレビ娯楽部門の最優秀賞を受賞している。

## 概要
出演者は原田伸郎と、主にラジオパーソナリティとして活動していた角淳一（出演の時点では毎日放送のアナウンサー）。第3回（1983年1月21日放送分）からは、当時NSC（吉本総合芸能学院）に在籍していた元・プロボクサーの北村雅英が、原田たちのボディーガードとして同行していた。もっとも、北村は基本として探検隊風の衣装で2人の後をついていくだけで、放送上ほとんど喋っていなかった。北村が「トミーズ雅」という芸名でのデビュー後に述懐したところによれば、「番組が始まった頃はアルバイトで芋を焼いて（焼き芋店を手伝って）いたが、（第2回までのロケの映像に写り込んでいた）原田と角の間を埋めるために（当番組のロケへ）急遽呼ばれた」という。
番組の内容は、原田たちが関西各地の街へ繰り出し、行き当たりばったりで出会った一般人たちととりとめもない話から突っ込んだプライベートな話までいろいろと雑談をしながらあちこちを練り歩くというものだった。単純な構成であるにもかかわらず番組が4年間にわたって放送され続けたのは、ラジオパーソナリティを長く続けていた原田と角が素人の扱い方が上手かったことも然ることながら、関西人ならではの面白さや素人のサービス精神を十二分に引き出していたからである。
当番組は在阪テレビ各局の番組作りにも多大な影響を及ぼしていて、各局が深夜番組の自社制作へ本腰を入れるきっかけにもなった。「カメラマンが後方へ歩きながら原田と角を正面から撮影する」という画期的な技法（ドリーバック）が編み出されたことはその典型で、『毎日放送50年史』によれば、大北禎昭（技術畑出身のプロデューサー）のカメラワークに負うところが大きかったとされる。
『夜はクネクネ』という番組タイトルを付けたのは、構成作家のかわら長介である。かわらは後にこれを「やって良かった番組」の1つに挙げ、テレビ番組作りについて学んだと語っている。ちなみに関西の番組制作者の間では、「クネクネで」といえば行き当たりばったりのロケを指すようになっているらしい。
番組は長らく金曜深夜枠で放送されていたが、1986年4月からは放送枠を火曜日の深夜帯へ移動。移動の前月（3月）には、第58回選抜高等学校野球大会ハイライト番組の放送などとの兼ね合いで14日から3週間にわたって当番組の放送時間を遅らせたため、金曜深夜枠における定時放送を7日で終了した。ちなみに7日には、初回放送分のVTRからオープニングシーンを流した後に、初回と同じく大阪市中央公会堂前から始めたロケのVTRを放送。角はロケ中に、この日で金曜深夜での定時放送を終了する旨を強調するとともに、「（番組が）これだけ長く続くのは数字（視聴率）が良いからであって、火曜日に移って数字が悪けりゃすぐ終わってしまう」と発言していた。しかし、この発言をなぞるかのように、当番組は放送枠を移動してから9ヶ月後（1986年12月23日）に終了した。
毎日放送では当番組の終了後も、当番組が長らく編成されていた火曜日の深夜帯で、当番組と同じスタイルによる自社制作のオールロケ番組（『なにわ友あれ赤井英和』『ごぶごぶ』など）を2022年9月まで断続的に放送していた。2007年2月から編成されていた『ごぶごぶ』については、当該時間帯で『東大王』（TBSテレビ制作）の常時時差ネットを開始した2022年の10月改編から、放送枠を土曜日の午後に移している。

## 放送時間
時刻はいずれもJST。
- 毎週金曜 23:40 - 24:35 （1983年1月 - 1984年4月） - 1984年4月6日放送分のみ23:39から放送。
- 毎週金曜 23:35 - 24:30 （1984年4月 - 1986年4月） - 直前の時間帯に編成されていたミニ番組枠が消滅したのに伴い、以後は5分繰り上げて放送。
- 毎週火曜 23:45 - 24:40 （1986年4月 - 1986年12月）

## スタッフ・テーマ曲
- 構成 - かわら長介　疋田哲夫　寺崎要　森田肇哉　倉本美津留
- ディレクター - 三村景一
- プロデューサー - 大北禎昭
- テーマ曲 - ミーチャン GOING TO THE HOIKUEN （演奏：スペクトラム）
- BGM - めぐり逢いはすべてを越えて（NSP）
- 製作著作 - 毎日放送

## エピソード
- 「『街ブラ番組』『旅もの番組』の元祖」との評価が定着しているが、当時のディレクターが書き残したメモによれば、「スタジオを飛び出して撮る『出会いと音楽の番組』」というコンセプトの下で制作。「原田が『出会いの責任』・角が『別れの責任』を背負う」という役割の分担も為されていたという。実際には、1970年代の後半から放送の時点までに日本で流行していたポップスから数曲を、ロケ映像の随所でBGMに使用している。
- オープニングパートでは、番組のタイトルロゴに続いて、以下のメッセージを手描き風の字幕で表示していた。

私達は長い人類の歴史の中で　今、という時を生きている

迷い、諦め、怒り、憎み、笑い、愛し合いながら…

生きている街に飛び出そう

裸の人間とぶつかりあって

生きている意味を

そして明日を考えてみたい

そんな衝動で

私達は今夜も歩き続けます

さらに、原田と角を紹介する映像の合間には、以下のメッセージを記した明朝体の字幕を少しずつ出していた。

犬も歩けば棒に当たる

角と伸郎街を歩けば…

人に出会う

ひとに出逢う

女にであう

- エンディングパートでは、スタッフロールの前に「今夜出逢った人たち」（ロケ中に遭遇した一般人）から（ロケ後に許諾を得られた）数人の実名を字幕で表示。その後で、原田と角を「ウォーキングパーソナリティ」、放送作家やロケに同行していたスタッフを「クネクネ歩行集団」という肩書で紹介していた。ちなみに、放送初期の字幕では、トミーズ雅を本名の「北村雅英（マサ）」と表記している。
- 北村（トミーズ雅）が出演できなかった回のボディガード役を公募した際に、当時まだ無名だった格闘家の角田信朗が応募したところ、実際に出演を果たした。角田はロケの冒頭で瓦割りのデモンストレーションを披露したものの、その後は北村と同様に、探検隊風の衣装を着て原田たちの後をついていくだけだった。
- 1984年には、『突然ガバチョ!』との合同企画として『ガバチョでクネクネ』を放送した。
- 毎年民放全局で放送されていた、日本民間放送連盟の制作の「放送広告の日（現在の「民放の日」）特番」のうち、1985年4月21日に放送された分は日本各地の民放テレビ局で流れているローカル番組を全国へ紹介することが目的となったが、当番組からも一部の映像（オープニングシーンなど）が流れた。さらに、当番組のプロデューサーが『いやはやなんとも金曜日』（フジテレビ系列の福井テレビが福井ローカル向けに編成していた生放送番組）のプロデューサーと対談するパートも設けられた。
- L'Arc〜en〜Cielのhydeが、『ちちんぷいぷい』（当番組の終了後に角が初代のメインパーソナリティを務めていたテレビ番組）にVTRゲストとして出演した際に、当番組の大ファンであることを明かした。
- 1986年12月23日の深夜（24日の未明）に組まれた最終回では、放送日の2週間前（1986年12月12日）の夕方（16:00）に淀屋橋（大阪市役所前）から始めたロケのVTRを、通常より長く（およそ1時間40分にわたって）放送。放送日がクリスマスの直前であったことから、原田と角は通りすがりの若い女性（淀屋橋界隈のオフィスに勤務する会社員など）へ次々とマイクを向けたばかりか、彼女たちを中之島公園に招いてささやかなキャンドルパーティーを開いた。さらに、パーティーを終えた後も阪神電鉄梅田駅（淀屋橋・中之島の北方）付近の大阪吉本ビルディング（当時開業したばかりのヒルトン大阪などが入っている地上34階建てのビル）界隈でロケを続けたところ、レーザー光線がビル南東側の壁面に突如投射[6]。この投射は大阪ヒルトンインターナショナル（ヒルトン大阪の運営会社）の協力による番組スタッフから原田たちへのサプライズ演出で、「サヨウナラ　夜はクネクネ　角　伸郎　雅　ありがとう」という文字が、コンピュータ制御の光線によって一筆書きの要領で描き出された。ちなみに、この回には雅が放送上初めて喋った映像や、当番組の終了を惜しみつつ終了の理由を訝しむ視聴者からの手紙に原田が中之島公園で号泣した映像も放送。さらに、以下のメッセージを手描き風の字幕で流すことによって、4年にわたる番組の歴史に幕を下ろした。

心のままに歩き続けた四年間…。

どうもありがとうございました。

この番組の主役は　街角で偶然出逢ったあなたでした。

それぞれの人生を　それぞれに歩いている　普段着のあなたでした。

街で出逢うあなたの　あるがままの姿や笑顔は

人との出逢いの楽しさを　わたしに教えてくれました。

この番組は今夜で終わりますが

わたしは　また新しい出逢いを求めて

これからも歩きつづけるつもりです。

どうぞあなたにも　素敵な出逢いがありますように…。

あなたとわたしの　この素敵な出逢いに感謝します。

また逢える日を楽しみに

お元気で　さようなら
- 当番組のスタッフ（クネクネ歩行集団）のうち、かわら長介と三村景一は、当番組の終了後に『4時ですよーだ』へ従事。三村はプロデューサーとして『ちちんぷいぷい』を立ち上げた後に、毎日放送の代表取締役社長や会長を務めている。また、2人と共に『4時ですよーだ』へ携わっていた繁沢公（江戸堀本舗）は、『なにわ友あれ　赤井英和』や『ごぶごぶ』も担当している。
- 当番組の制作予算は300万円くらいだったと角が2017年5月7日放送の『MBS開局65周年AKASHIYA TVスペシャル　実際どうなん!?大阪のテレビ』で述べている。
- 毎日放送が2022年11月14日の未明（13日の深夜）から月に1 - 2回のペースで月曜日の未明（日曜日の深夜）に編成している『発掘!アーカイブ調査隊』（同局の制作で放送された番組のほぼ全編にわたる再放送を関西ローカル向けに実施する番組）では、当番組の再放送に関する要望が視聴者から相次いでいることを受けて、解説付きの再放送を複数回にわたって実現させている。
  - 2022年12月6日の未明（5日の深夜）に編成された第2回では、当番組の1983年4月29日放送分（大阪府東大阪市の布施界隈でロケを実施した回）が取り上げられた。再放送に際しては、本放送の時期には出生していなかった海渡未来が進行・福島暢啓（いずれも同局アナウンサー）が解説を担当[7]。福島は、前述したディレクターのメモや、「北村がロケで4年間着用していた」というヘルメットの現物も紹介していた。
    - 当番組の性質上、本放送の映像にはロケ中に遭遇した一般人が多々写っていたが、『発掘!アーカイブ調査隊』では「顔にモザイクをかける」「顔をぼかす」といった処理をあえて施さずに再放送。原田・角・北村は再放送以外の映像に登場しなかったものの、再放送に際しては、角に加えて北村が「トミーズ雅」名義でコメントを寄せた。角のコメントには「緑地公園（大阪府豊中市）でのロケ中にハプニングへ遭遇した第2回（1983年1月14日放送分）の映像を流して欲しい」とのリクエストも添えられていたが、実際には放送されず、福島がその旨を口頭で伝えただけにとどまった。

  - 2023年1月9日の未明（8日の深夜）に編成された第4回では、1971年の出生で毎日放送総合編成局アナウンスセンター長兼アナウンサーの西靖（本放送の時期には毎日放送の放送対象外地域である岡山市で生活）による進行で、最終回をほぼ全編にわたって再放送。西が出演する進行パートでは、番組での共演などを通じて親交のある原田をゲストに迎えた[8]ほか、角から原田に宛てたメッセージが紹介された。